# 竹下美保
竹下 美保（たけした みほ、1971年〈昭和46年〉6月30日 - ）は、日本のアナウンサー。岡山放送 (OHK) 社員。
広島県廿日市市出身。徳島文理大学卒業。

## 経歴
広島県廿日市市出身。中学・高校時代には放送部に在籍していた。同じ広島県出身の魚住りえとは中学・高校時代に参加していた放送コンテストで面識があり、大学への進学後に日本テレビのアナウンサー採用試験会場で再会。その際に意気投合し、交友関係を持つに至っている。
大学を卒業後、1995年に岡山放送に入社。同期に同局アナウンサーの上岡元と堀靖英がいる。当初の配属先は制作部で、担当番組はバラエティ番組が中心であった。
1998年に報道部へ異動し、『OHKスーパーニュース』のキャスターおよび福祉関連のコーナーリポーターを担当。同コーナーを担当するにあたって手話を学び、聴覚障害者たちの日々の活動や彼らが社会で直面する問題を取材し続ける。また2008年には、元同局アナウンサーの黒住祐介がプロデュースした第17回FNSドキュメンタリー大賞ノミネート番組『先生は桃太郎〜障害者野球がつなぐ夢』の制作に参加した。
2008年からは香川県高松市の四国支社に勤務していたが、3年後の2011年3月に再び本社勤務となる。
2013年に報道部から社長室へ異動し、岡山放送の企業広報担当者となる。2018年時点では企業広報担当部長に就任していた。2021年2月1日付で報道技術局報道部長兼総合企画局コンプライアンス推進室専任部長（ビジネス開発局本社営業部担当部長）に就任。

## 人物
既婚であり、2人の子供がいる。

## 担当番組
- めざましテレビ（フジテレビ） - 岡山・香川中継初代リポーター
- 健康バラエティ元気燦燦 - 中継リポーター[3]
- 恋するニョキニョキテレビ（1997年4月21日 - ）
- べろべろばぁ[3]
- 情報サラダ あいらぶYOU - 司会[3]
- OHKスーパーニュース[3]
  - 全曜日担当（1998年3月30日 - 2000年3月31日、2012年4月2日 - 9月28日）
  - 月 - 水曜担当（2004年3月29日 - 2006年3月29日）
- 先生は桃太郎〜障害者野球がつなぐ夢 - ディレクター、ナレーター
- OH!元気印[10]
- 温たいむ[5]
- FNNスピーク[5]
- OHKフラッシュニュース[5]